# Gedoe
Gedoe is het tweede studioalbum van de Belgische zangeres Pommelien Thijs. Het album verschijnt op 3 oktober 2025 via Sony Music. De zangeres maakte dit bekend tijdens haar optreden op het Belgische festival Rock Werchter, waar ze op 6 juli 2025 voor het eerst op het hoofdpodium stond.
Thijs bracht eerder al succesvolle singles uit, waaronder Atlas, dat in zowel België als Nederland hoge ogen gooide. Ook op dit album zullen meerdere eerder uitgebrachte nummers terug te vinden zijn. Net als haar debuutalbum Per ongeluk (2023), wordt Gedoe uitgebracht in zowel België als Nederland. Het album markeert een volgende stap in haar groeiende carrière, waarbij haar bekendheid over de landsgrenzen heen toeneemt.
In aanloop naar de release van Gedoe stond Thijs op grote festivals zoals Rock Werchter, Pukkelpop, Pinkpop en Concert at Sea, en werd haar grootste Nederlandse show aangekondigd in de AFAS Live op 27 februari 2026. In België stelt ze het album in april 2026 voor tijdens twee uitverkochte Sportpaleizen. 

## Tracklist
De officiële tracklist is nog niet bekend, wel zijn er al enkele potentiële nummers die op het album zouden kunnen staan:
- Atlas (Nr. 1 hit)
- Tegenwoordige tijd (Reeds uitgebracht)
- Het midden (Reeds uitgebracht met Meau)
- Medeplichtig (Reeds uitgebracht)
- Het beste moet nog komen (Reeds uitgebracht)
- Authentiek
- Doen of zijn
- Wie we morgen zijn
- Niemand is bijzonder
- Ben je klaar